# 松原美香
松原 美香アンダーソン（まつばら みかアンダーソン Mika Matsubara Anderson、1973年11月24日 - ）は、日本の歌手・声優・タレント。香川県高松市出身。高松第一高等学校、国立音楽大学音楽学部声楽科卒業。81プロデュース所属。身長は160cm。血液はA型。

## 略歴
- 音楽大学在学中に受けたNHKのオーディションに合格し、1996年度から1997年度の２年間、NHK教育テレビで放送された『まちかどド・レ・ミ』に於いて、初代歌の妖精『ロビン』としてレギュラー出演[1]。好評につき、1998年度も番組の一部に登場した。
- 番組終了後は、アメリカ留学を経て、2000年-2007年、NHK「ぐ〜チョコランタン小劇場」の歌のお姉さんとして全国コンサートツアーを担当。その間、初代高松ゆめ大使（旧ミス高松）[1]、スポレク香川2003大使にも選出され、香川県の顔としても活躍。
- 更に「いないいないばあっ!ワンワンとあそぼうショー」（全国ツアー）、「つくってあそぼショー」（全国ツアー）、「グリコファミリー劇場」（全国ツアー）、「ミッフィーの音楽会」、「ミッフィーこどもミュージカル」（東日本ツアー担当）に歌のみかお姉さんとして活躍。また、ベネッセこどもちゃれんじ・「ぷち」教材に歌のおねえさんとして出演。
- 各地の様々なイベントにゲスト出演し、オーケストラとの共演も多数。ラジオパーソナリティーや、XboxやPlayStation 2のカプコンのゲーム主題歌を歌うなど、活躍の場を広げている。
- 2010年から2011年まで「ベネッセこどもちゃれんじしまじろうクリマスコンサート」に出演。歌のお姉さんの一人として舞台を務め、全国ツアーに参加。
- 2010年に公演された「２０１０しまじろうサンタのくにのオルゴール」の舞台は、DVDや絵本にも収録され、全国のTOHOシネマズでも上映され銀幕デビューも果たした。
- 2013年3月2日よりスタートしたエフエム浦安の「夢BAN」のMCの一人としてレギュラー出演、同月30日に初出演。
- 2013年5月3日に友人の紹介で知り合った同い年のアメリカ人男性と５年間の交際を経て入籍し結婚。
- 2014年6月21日に東京からサンフランシスコに移住。
- 2014年渡米後、8月上旬に音楽活動を再開、バークレー (カリフォルニア州)にあるファンタジースタジオズ（英語版）に於いて、カリフォルニア州全土で放送予定の新音楽番組のパイロット版の制作で主題歌をレコーディングする。
- 2020年公式ユーチューブチャンネルを開設、歌のおねえさん時代の映像やオリジナル曲やカバー曲などを公開。

## 人物
趣味・特技は歌・ピアノ弾き語り。

## 出演作品・音楽作品
- まちかどド・レ・ミ（ロビン役、1996年4月-1998年3月）
- アルバムCD「まちかどドレミ」（1996年）
- アルバムCD「まちかどドレミ〜ウェルカム! ハミングナッツ〜」（1999年）
- Xbox「鉄騎」（カプコン）
- PlayStation「トワイライトシンドローム　再会」
- アルバムCD 「ダンス教材(学芸会・おゆうぎ会)」　（2000年）
- 産直サンバ（JA香川応援ソング、2005年8月）
- こどもちゃれんじ･ぷち(2008年1月-2012年)
- おやこであそぼ!ふれあいタイム(2008年-2009年)
- DVD 「しまじろう サンタのくにのオルゴール」（2010年）
- MP3 CD「動漫日語帯説」（アニメで学ぶ日本語教材） （2011年）
- MP3 CD「日語口語課動」(日本語会話教室)
- アルバムCD 「しまじろう みんなで クリスマスパーティ!」（2011年）
- レコチョク「パパと ママへの ジングルベル」（しまじろう ヘソカ うたコーナー曲）（2011年）
- アルバムCD 「しまじろうヘソカ うた・ダンスヒットソングコレクション」（2012年）
- DVD 「しまじろう　ハッピー・ソング・コレクション！」（2012年）
- iTunes「さくら～月に願う～（弓子＆美香松原）」（2013年3月）
- カワイ音楽教室教材　グループレッスン　ピコルわーるど　ピコルわーるどA CD(歌唱)

## 歌のお姉さんとして出演したイベント
- ぐ〜チョコランタン小劇場
- いないいないばあっ!
- つくってあそぼ
- おじゃる丸
- 忍たま乱太郎
- グリコファミリー劇場
- ミッフィーの音楽会
- ミッフィーこどもミュージカル